# Aurora Catà Sala
Aurora Catà Sala   (Tàrrega, 1964) és una empresària catalana, executiva en sectors com l’automoció, els mitjans de comunicació i la consultoria.
És enginyera industrial per la UPC i MBA per l'IESE amb estudis al MIT. Va iniciar la seva trajectòria professional el 1991 com a directora financera de Nissan Motor Ibérica. Posteriorment, l'any 1996 esdevingué directora territorial de RTVE Catalunya. Així mateix, ha exercit com a directora del Grup Recoletos i va ser consellera delegada audiovisual del Grup Planeta del 1999 al 2002. Va fundar la startup Content Arena. Entre 2008 i 2022 va ser sòcia de Seeliger i Conde i, fins al 2022, va presidir Barcelona Global, moment en el qual va ser nomenada vicepresidenta de la Copa Amèrica de vela de 2024, celebrada a Barcelona, esdevenint una de les seves principals impulsores. El 2024 era consellera d’Atresmedia, d’Abantia i de l’Institut Català de Finances, patrona del CIDOB, així com consellera independent de Cellnex, Repsol, Banc Sabadell i Atrys Health. Va ser inclosa a la llista de les 100 dones més influents de Catalunya del 2025 segons la revista Forbes.